# Пастушок патагонський
Пастушок патагонський (Rallus antarcticus) — вид журавлеподібних птахів родини пастушкових (Rallidae). Поширений на півдні Південної Америки.

## Поширення
Вид поширений на півдні Чилі та Аргентини. Мешкає в болотистих степових заболочених місцях, де є великі ділянки густих і високих (близько 2 м) чагарників Schoenoplectus, зазвичай оточені вологими луками з пишною зеленою травою та пов'язані з постійною водоймою, як-от річка, потік або озеро. Вважався вимерлим у 1959 році, був повторно відкритий у 1998 році, після чого його присутність була підтверджена на семи станціях, розташованих у провінції Чубут (Аргентина) і в провінції Магальянес (Чилі), розташованих за межами його історичного ареалу.

## Опис
Пастушок невеликого розміру (20 см) і має характерне забарвлння з коричневою або жовто-коричневою спиною з чорними смугами та світло-сірим животом, за винятком боків грудей та підхвістя, де колір коричневий. На черевці є чорно-білі смуги. Очі та дзьоб червоні, ноги рожево-червоні.